# Casa Cauchie
La Casa Cauchie, obra de Paul Cauchie, es una de las obras de arte más desconocidas del modernismo. Situada en la avenue des Francs, en el barrio de Etterbeek (Bruselas, Bélgica), muy cerca del parque del Cincuentenario, fue salvada de desaparecer por Guy Dessicy y su esposa Leo.

## Descripción

### Una fachada publicitaria
Paul Cauchie no solo no es el único arquitecto que construyó su propia casa, sino que además no construyó muchas más. Esta casa es un manifiesto en el que el artista «de vanguardia» y su esposa, la pintora Carolina (Lina) Voet (1875-1969), afirman sus gustos, aprovechando la casa como cartel publicitario para difundir y vender su talento. En una época en la que el conformismo social pesaba más que en la actualidad, este hecho demuestra cierta audacia.
La casa Cauchie es lineal y geométrica. Los materiales nobles, típicos de la arquitectura modernista, se han sustituido por un enlucido que cubre la fachada como un lienzo de pintor. La piedra azul se reserva para el basamento, mientras que la escalera de la planta baja se apoya en finas columnas elaboradas en madera salvo dos que están reforzadas con hierro colado.
El esgrafiado, compuesto de motivos estilizados muy distintivos, manifiesta una tendencia a la perfección y al trabajo bien hecho. La superficie pintada se ubica entre las pilastras laterales, mientras que las bandas verticales se ven prolongadas por los montantes de madera de las balaustradas. Una cariátide que representa a la musa Clío sostiene en alto la inscripción «Par nous, pour nous» (Por nosotros, para nosotros), verdadera profesión de fe en un género artístico personalizado que engloba desde la fachada a la decoración interior, concebida en su totalidad por la pareja de artistas. Alrededor de la ventana circular del último piso, un grupo de mujeres representa la arquitectura, las bellas artes y las artes aplicadas.
Los perfiles planos y las placas de hierro de las balaustradas, las formas geométricas o la repetición de ciertos motivos, como las rosas estilizadas, muestran la influencia en el artista de una corriente más novedosa del modernismo, encarnada por la escuela de Glasgow de Charles Rennie Mackintosh o incluso del estilo Secesión de Viena. La importancia de la decoración pictórica interior, que se inserta entre los muebles y los elementos de madera, forma parte de la misma inspiración.

## Historia
Desfigurada en su momento por inquilinos que no tuvieron reparos en cubrir el esgrafiado con papel pintado, y después abandonada tras la muerte del matrimonio Cauchie, la casa estuvo a punto de ser sustituida en 1971 por un edificio de apartamentos. Gracias a la presión de los defensores del patrimonio, hoy está clasificada y ha sido restaurada por sus nuevos propietarios, Guy y Léo Dessicy.  
En 1979, en el curso de una conversación con Guy Dessicy, Hergé lanzó la idea de transformar la casa Cauchie en un museo dedicado a Tintín. A pesar de sus esfuerzos, el proyecto no llegó a realizarse, pero unos años más tarde esta idea se materializó en el Centro belga del cómic, situado en las antiguas galerías Waucquez, construidas en 1906 a partir de planos elaborados por Victor Horta.
Entre 1981 y 1988, la casa fue restaurada con precisión por los arquitectos Jean-Jacques Boucau y Xavier de Pierpont, instalándose una galería de arte en el sótano, mientras que los restauradores de pintura Marc Henricot y Walter Schudel (1981) realizaron un notable trabajo en la recuperación del esgrafiado.

## Un museo de Bruselas
La casa Cauchie forma parte de los museos de Bruselas, y se puede visitar el primer fin de semana de cada mes o con cita previa en caso de grupos. La planta baja, decorada por numerosos esgrafiados y paneles decorados, obras de Lina y Paul Cauchie, ha sido objeto de restauración y todavía cuenta con mobiliario de origen. En el sótano se ubica el taller del artista, donde se exponen al público fotos, documentos y cuadros.

## Galería de fotos

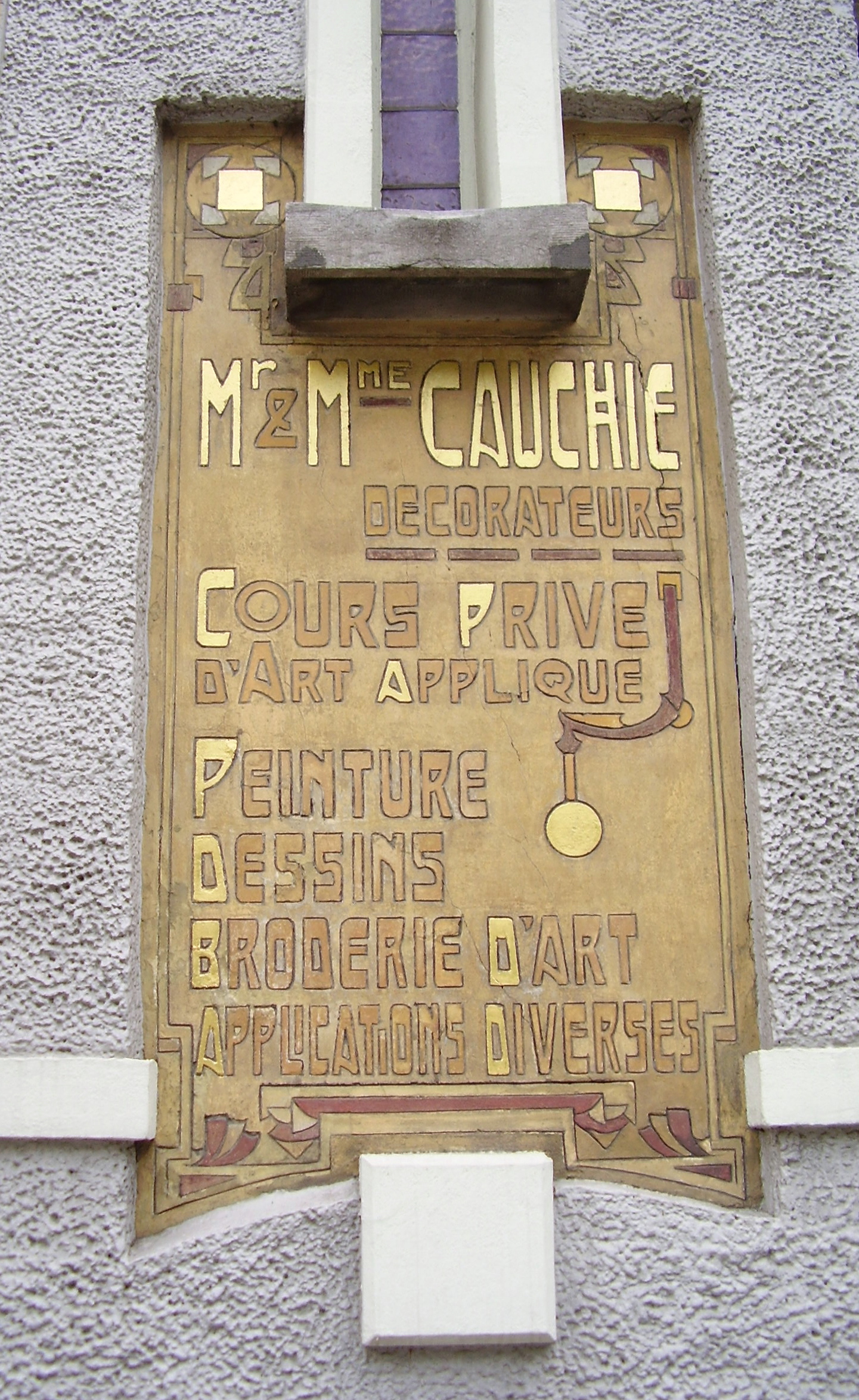
Detalle de la planta baja, izquierda
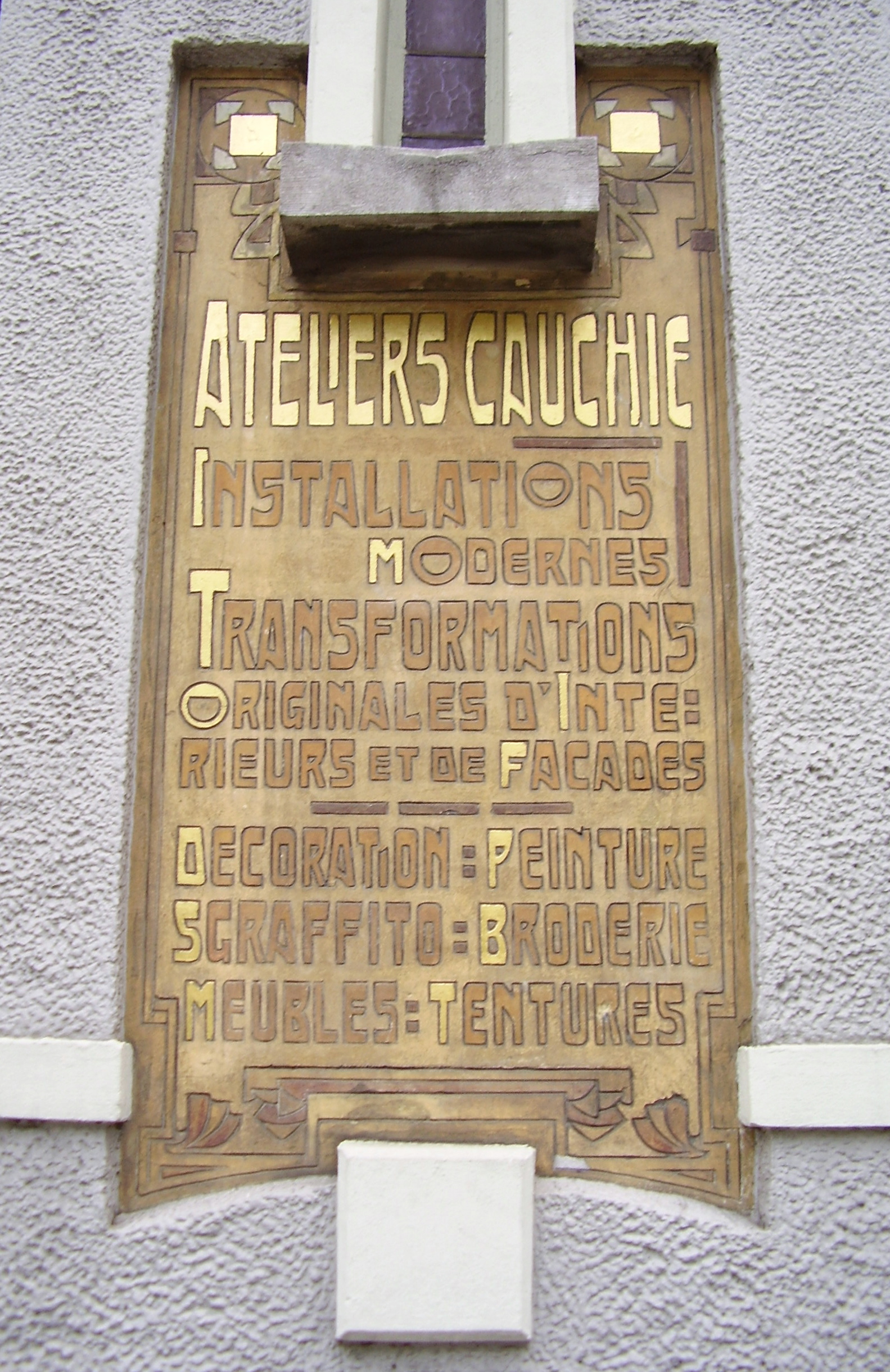
Detalle de la planta baja, derecha
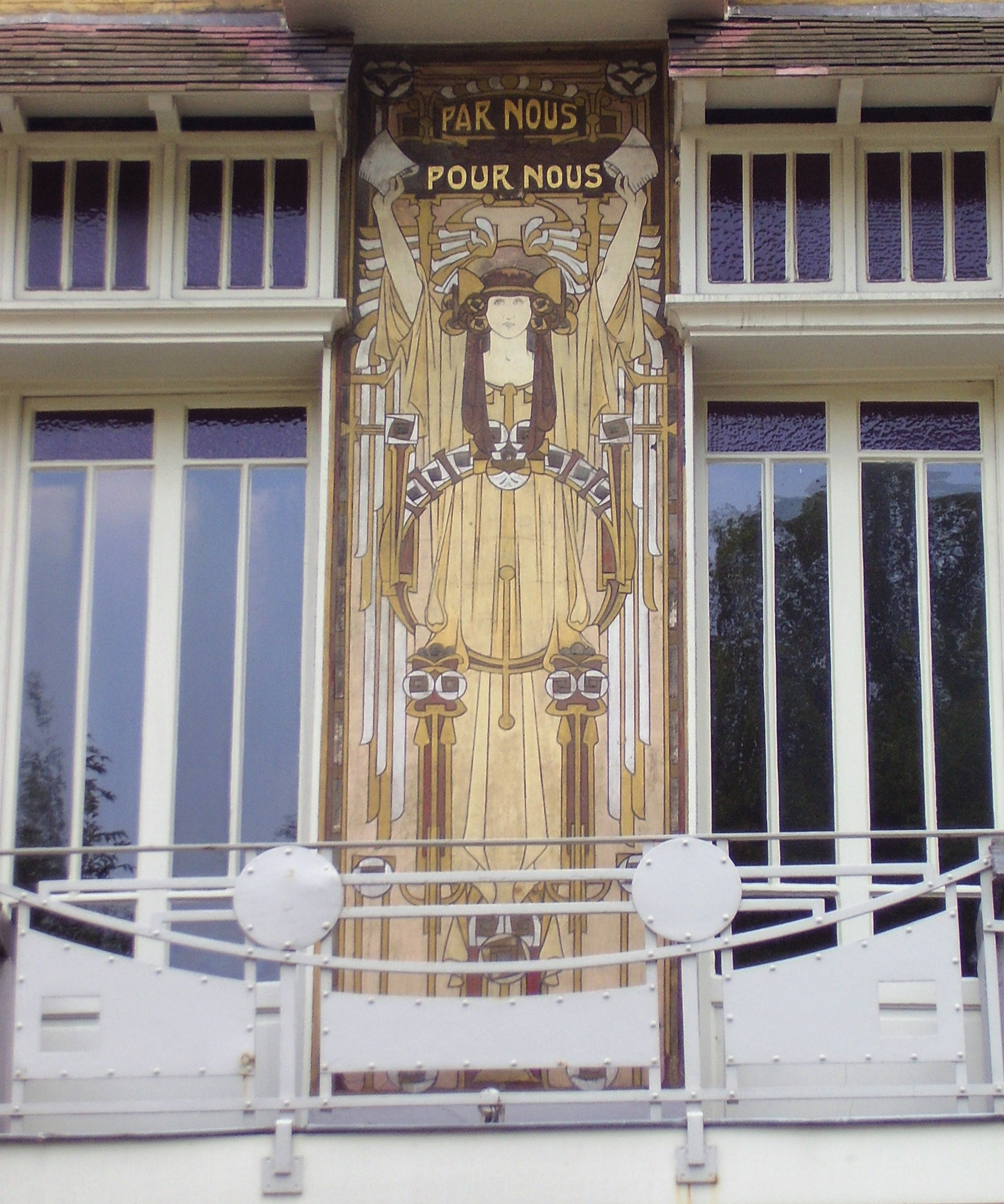
Detalle 1ª planta
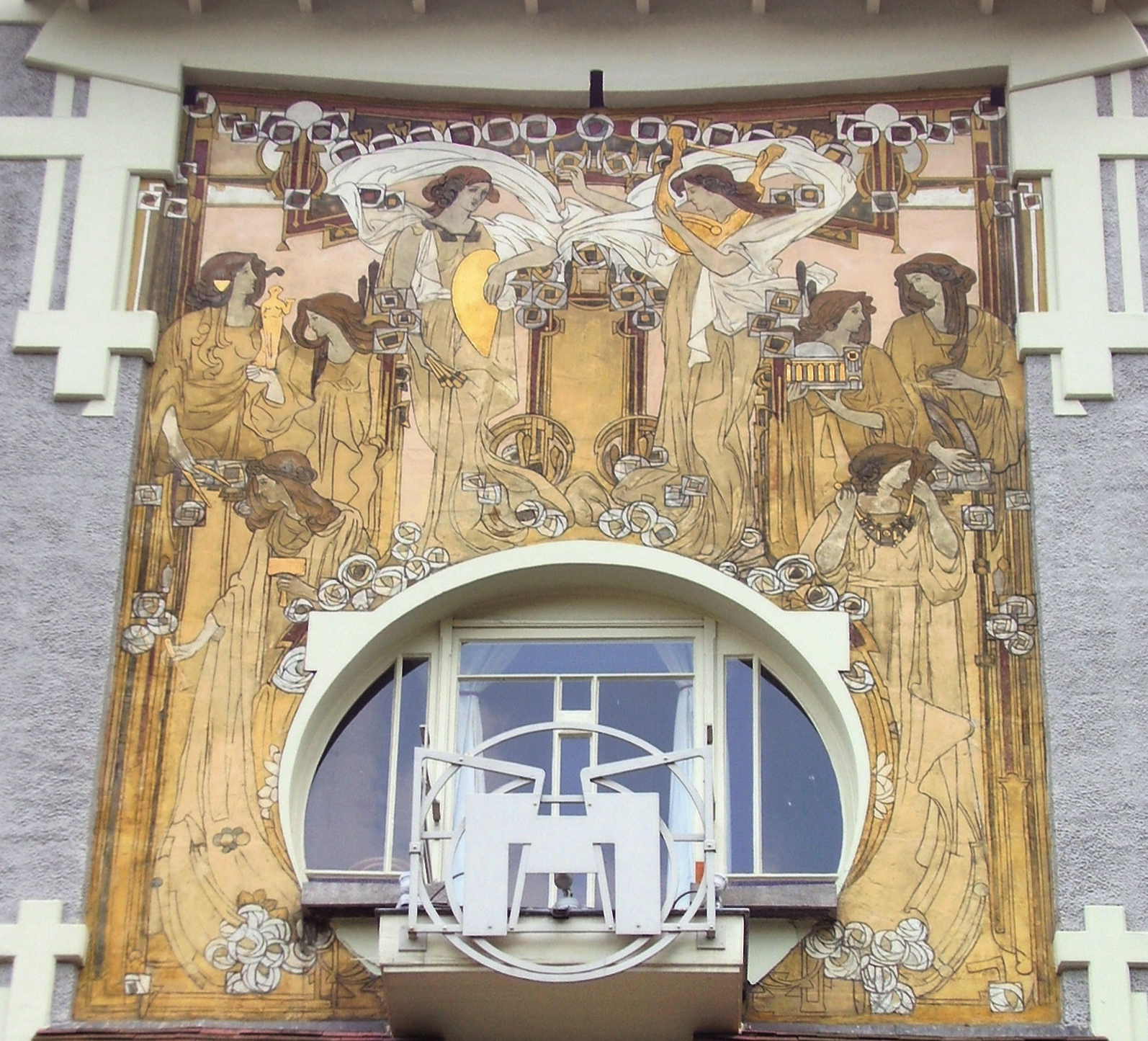
Detalle 2ª planta
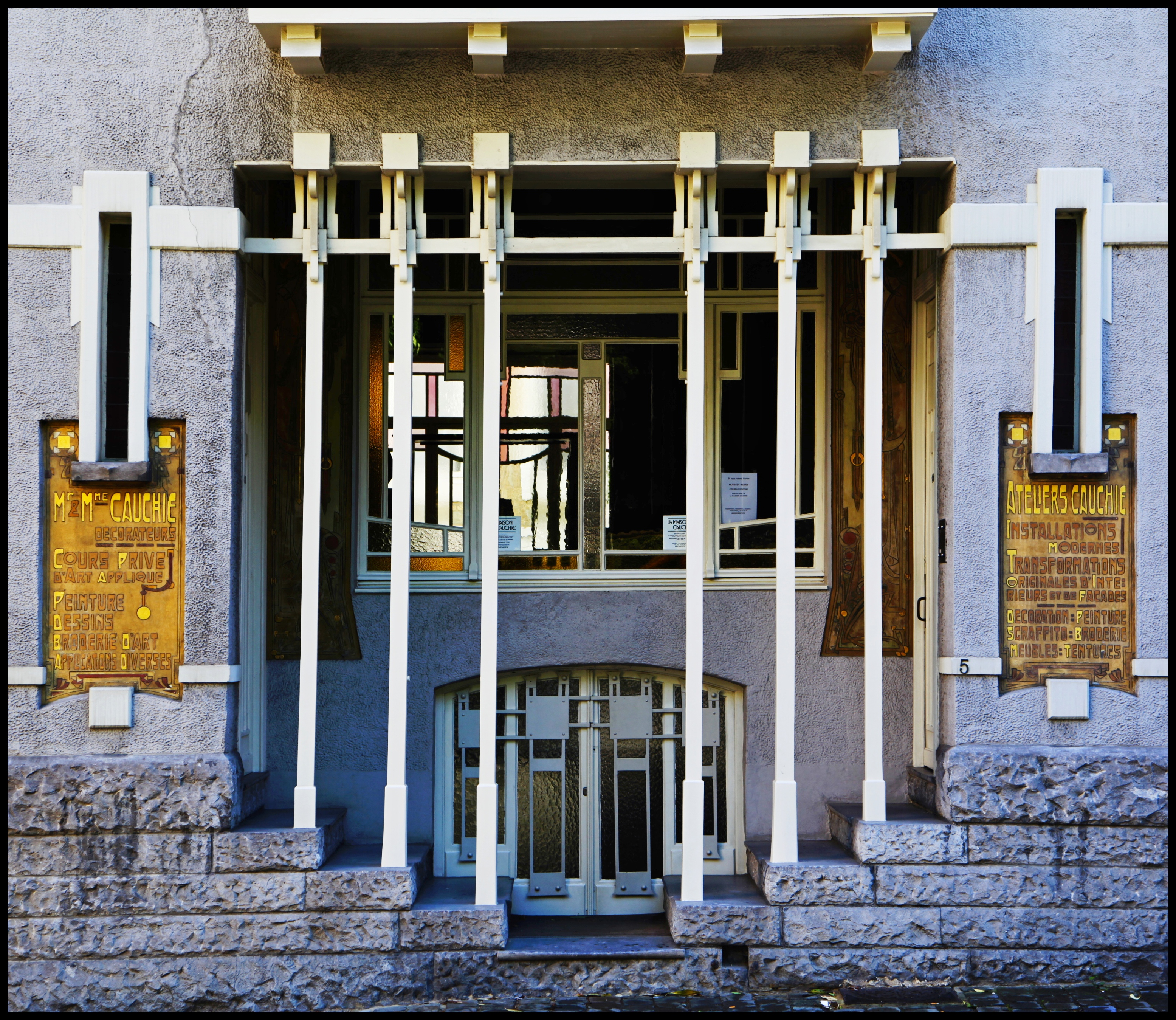
Detalle de la entrada